# Liste von UN-Sonderberichterstattern
Sonderberichterstatter (englisch Special Rapporteur) sind neben Unabhängigen Experten (englisch Independent Experts) und Arbeitsgruppen (englisch Working groups) sogenannte Sonderverfahren des UN-Menschenrechtsrats (englisch Special Procedures), ihre Mandate sind entweder thematisch oder geografisch definiert.
Sie werden vom UN-Menschenrechtsrat in der Regel für einen Zeitraum von drei Jahren ernannt, wobei ihr Mandat oft einmalig um weitere drei Jahre verlängert wird. Sie sind ehrenamtlich tätig. Zu ihren Arbeitsmethoden gehören Ländermissionen, thematische Studien und Dialog mit einzelnen Regierungen über individuelle Fälle von Menschenrechtsverletzungen.

## Sonderberichterstatter zu thematische Aufgaben
(Stand: Juli 2024)
- seit 1982 UN-Sonderberichterstatter zu extralegalen, summarischen und willkürlichen Hinrichtungen
  - 1982–1992 S. Amos Wako – Kenia
  - 1992–1998 Bacre Waly Ndiaye – Senegal
  - 1998–2004 Asma Jilani Jahangir – Pakistan
  - 2004–2010 Philip Alston – Australien
  - 2010–2016 Christof Heyns – Südafrika
  - 2016–2021 Agnès Callamard – Frankreich[2][3]
  - seit 2021 Morris Tidball-Binz – Chile, Argentinien[4]
- seit 1985 UN-Sonderberichterstatter über Folter
  - 1985–1993 Pieter Kooijmans – Niederlande
  - 1993–2001 Nigel S. Rodley – Vereinigtes Königreich
  - 2001–2004 Theo van Boven – Niederlande
  - 2004–2010 Manfred Nowak – Österreich
  - 2010–2016 Juan Ernesto Méndez – Argentinien
  - 2016–2022 Nils Melzer – Schweiz
  - seit 2022 Alice Jill Edwards – Australien
- seit 1986 UN-Sonderberichterstatter für Religions- oder Glaubensfreiheit
  - 1986–1993 Angelo d’Almeida Ribeiro – Portugal
  - 1993–2004 Abdelfattah Amor – Tunesien
  - 2004–2010 Asma Jilani Jahangir – Pakistan
  - 2010–2016 Heiner Bielefeldt – Deutschland
  - 2016–2022 Ahmed Shaheed – Malediven
  - seit 2022 Nazila Ghanea – Iran
- seit 1990 UN-Sonderberichterstatter betreffend Kinderhandel und Kinderprostitution (Kinderprostitution und Kinderpornographie)
  - 1991–1994 Vitit Muntarbhorn
  - 1994–2001 Ofelia Calcetas-Santos
  - 2001–2008 Juan Miguel Petit
  - 2008–2014 Najat Maalla M'jid – Marokko
  - 2014–2020 Maud de Boer-Buquicchio – Niederlande[5]
  - seit 2020 Mama Fatima Singhateh – Gambia
- seit 1993 UN-Sonderberichterstatter für Rassismus und Fremdenfeindlichkeit (Zeitgemäße Formen von Rassismus, Diskriminierung aufgrund der Rasse, Fremdenfeindlichkeit und damit zusammenhängender Intoleranz)
  - 1993–2002 Maurice Glèlè-Ahanhanzo – Benin
  - 2002–2008 Doudou Diène – Senegal
  - 2008–2011 Githu Muigai – Kenia
  - 2011–2017 Mutuma Ruteere – Kenia[6]
  - 2017–2022 E. Tendayi Achiume – Sambia
  - seit 2022 Ashwini K. P. – Indien[7]
- seit 1993 UN-Sonderberichterstatter zur Meinungsfreiheit (Förderung und Schutz des Rechts auf Freiheit der Meinung und des Ausdrucks)
  - 1993–2002 Abid Hussain – Indien
  - 2002–2008 Ambeyi Ligabo – Kenia
  - 2008–2014 Frank William La Rue – Guatemala
  - 2014–2020 David Kaye – USA[8]
  - seit 2020 Irene Khan – Bangladesh
- seit 1994 UN-Sonderberichterstatter zur Unabhängigkeit von Richtern und Rechtsanwälten
  - 1994–2003 Param Cumaraswamy – Malaysia
  - 2003–2009 Leandro Despouy – Argentinien
  - 2009–2015 Gabriela Knaul – Brasilien
  - 2015–2016 Mónica Pinto – Argentinien
  - 2016–2022 Diego García-Sayán – Peru[9]
  - seit 2022 Margaret Satterthwaite – USA[10]
- seit 1994 UN-Sonderberichterstatter zu Gewalt gegen Frauen, deren Gründe und Konsequenzen
  - 1994–2003 Radhika Coomaraswamy – Sri Lanka
  - 2003–2009 Yakın Ertürk – Türkei
  - 2009–2015 Rashida Manjoo – Südafrika
  - 2015–2021 Dubravka Šimonović – Kroatien[11]
  - seit 2021 Reem Alsalem – Jordanien[12]
- seit 1995 UN-Sonderberichterstatter zu Auswirkungen von Umweltverschmutzung auf die Menschenrechte (Für die Umwelt vernünftige Verwaltung und Entsorgung von gefährlichen Stoffen und Abfällen)
  - 1995–2004 Fatma Zohra Ouhachi-Vesely – Algerien
  - 2004–2010 Okechukwu Ibeanu – Nigeria
  - 2010–2012 Călin Georgescu – Rumänien
  - 2012–2014 Marc Pallemaerts – Belgien
  - 2014–2020 Baskut Tuncak – Türkei[13]
  - seit 2020 Marcos A. Orellana – Chile[14]
- seit 1998 UN-Sonderberichterstatter zum Recht auf Bildung
  - 1998–2004 Katarina Tomasevski – Kroatien
  - 2004–2010 Vernor Muñoz – Costa Rica
  - 2010–2016 Kishore Singh – Indien
  - 2016–2022 Koumbou Boly Barry – Burkina Faso[15]
  - seit 2022 Farida Shaheed – Pakistan[16]
- seit 1998 UN-Sonderberichterstatter zu extremer Armut und Menschenrechten
  - 1998–2004 A. M. Lizin – Belgien
  - 2004–2008 Arjun Sengupta – Indien
  - 2008–2014 Magdalena Sepúlveda Carmona – Chile
  - 2014–2020 Philip Alston – Australien
  - seit 2020 Olivier De Schutter – Belgien[17]
- seit 1999 UN-Sonderberichterstatter zu den Menschenrechten von Migranten (Menschenrechte von Migranten)
  - 1999–2005 Gabriela Rodríguez Pizarro – Costa Rica
  - 2005–2011 Jorge A. Bustamante – Mexiko
  - 2011–2017 François Crépeau – Kanada
  - 2017–2023 Felipe González Morales – Chile[18]
  - seit 2023 Gehad Madi – Ägypten[19]
- seit 2000 UN-Sonderberichterstatter zum Recht auf Nahrung
  - 2000–2008 Jean Ziegler – Schweiz
  - 2008–2014 Olivier De Schutter – Belgien
  - 2014–2020 Hilal Elver – Türkei[20]
  - seit 2020 Michael Fakhri – Kanada[21]
- seit 2000 UN-Sonderberichterstatter für das Menschenrecht auf angemessenes Wohnen
  - 2000–2008 Miloon Kothari – Indien
  - 2008–2014 Raquel Rolnik – Brasilien
  - 2014–2020 Leilani Farha – Kanada[22]
  - seit 2020 Balakrishnan Rajagopal – USA[23]
- seit 2000 UN-Sonderberichterstatter zur Lage von Menschenrechtsverteidigern
  - 2000–2008 Hina Jilani – Pakistan
  - 2008–2014 Margaret Sekaggya – Uganda
  - seit 2014 Michel Forst – Frankreich[24]
  - seit 2020 Mary Lawlor – Irland[25]
- seit 2001  UN-Sonderberichterstatter für die Rechte indigener Völker
  - 2001–2008 Rodolfo Stavenhagen – Mexiko
  - 2008–2014 Prof. S. James Anaya – USA
  - 2014–2020 Victoria Tauli-Corpuz – Philippinen[26]
  - seit 2020 José Francisco Calí Tzay - Guatemala
- seit 2002 UN-Sonderberichterstatter zum Recht auf Gesundheit (Recht auf Genuss des maximal zu erreichenden Standards von leiblicher und seelischer Gesundheit)
  - 2002–2008 Paul Hunt – Neuseeland
  - 2008–2014 Anand Grover – Indien
  - 2014–2020 Dainius Pūras – Litauen[27]
  - seit 2020 Tlaleng Mofokeng – Südafrika[28]
- seit 2004 UN-Sonderberichterstatter zu Menschenhandel (besonders Frauen und Kinder)
  - 2004–2008 Sigma Huda – Bangladesh
  - 2008–2014 Joy Ngozi Ezeilo – Nigeria
  - 2014–2020 Maria Grazia Giammarinaro – Italien[29]
  - seit 2020  Siobhán Mullally – Irland[30]
- seit 2004 UN-Sonderberichterstatter zu Intern Vertriebenen (Menschenrechten von Binnenflüchtlingen)
  - 1992–2004 Francis Deng – Sudan (direkt dem Generalsekretär der UN unterstellt)
  - 2004–2010 Walter Kälin – Schweiz
  - 2010–2016 Chaloka Beyani – Sambia
  - 2016–2022 Cecilia Jimenez-Damary – Philippinen[31]
  - seit 2022 Paula Gaviria Betancur – Kolumbien[32]
- seit 2005 UN-Sonderberichterstatter zu Menschenrechten bei der Bekämpfung von Terrorismus
  - 2005–2011 Martin Scheinin – Finnland
  - 2011–2017 Ben Emmerson – Vereinigtes Königreich
  - 2017–2023 Fionnuala Ní Aoláin – Irland[33]
  - seit 2023 Ben Saul – Australien
- seit 2008 UN-Sonderberichterstatter zur Sklaverei (Aktuelle Formen der Sklaverei, einschließlich der Ursachen und Konsequenzen)
  - 2008–2014 Gulnara Shahinian – Armenien
  - 2014–2020 Urmila Bhoola – Südafrika[34]
  - seit 2020 Tomoya Obokata – Japan[35]
- seit 2008 UN-Sonderberichterstatter zum Recht auf sicheres Trinkwasser und sanitäre Anlagen
  - 2008–2014 Catarina de Albuquerque – Portugal
  - 2014–2020 Léo Heller – Brasilien[36]
  - seit 2020 Pedro Arrojo-Agudo – Spanien[37]
- seit 2009 UN-Sonderberichterstatter zu kulturellen Rechten
  - 2009–2015 Farida Shaheed – Pakistan
  - 2015–2021 Karima Bennoune – Algerien[38]
  - seit 2021 Alexandra Xanthaki – Griechenland[39]
- seit 2010 UN-Sonderberichterstatter zu Versammlungs- und Organisationsfreiheit (Recht auf Freiheit zu friedfertiger Versammlung und Vereinigung)
  - 2011–2017 Maina Kiai – Kenia[40]
  - 2017–2017 Annalisa Ciampi – Italien[41]
  - 2018–2024 Clement Nyaletsossi Voule – Togo[42]
  - seit 2024 Gina Paola Romero Rodríguez – Kolumbien
- seit 2011 UN-Sonderberichterstatter zur Förderung der Wahrheit, Gerechtigkeit, Rehabilitierung und Garantie der Nichtwiederholung
  - 2011–2017 Pablo De Greiff – Kolumbien[43]
  - 2018–2024 Fabián Salvioli – Argentinien[44]
  - seit 2024 Bernard Duhaime – Kanada
- seit 2012 UN-Sonderberichterstatter für Menschenrechte und Umwelt
  - 2012–2018 John H. Knox – USA
  - 2018–2024 David R. Boyd – Kanada[45]
  - seit 2024 Astrid Puentes Riaño – Kolumbien[46]
- seit 2014 UN-Sonderberichterstatter zu den negativen Auswirkungen einseitiger Zwangsmaßnahmen
  - 2015–2020 Idriss Jazairy – Algerien[47]
  - seit 2020 Alena Douhan – Belarus[48]
- seit 2021 UN-Sonderberichterstatter zum Klimawandel
  - 2021–2024 Ian Fry – Tuvalu[49]
  - seit 2024 Elisa Morgera – Italien[46]
- seit 2016 UN-Sonderberichterstatter zum Recht auf Entwicklung
  - 2017–2023 Saad Alfarargi – Ägypten[50]
  - seit 2023 Surya Deva – Indien
- seit 2014 UN-Sonderberichterstatter zu den Rechten von Behinderten
  - 2014–2020 Catalina Devandas Aguilar – Costa Rica
  - 2020–2023 Gerard Quinn – Irland[51]
  - seit 2023 Heba Hagrass – Ägypten
- seit 2017 UN-Sonderberichterstatterin zu den Menschenrechten von Personen mit Lepra
  - 2017–2023 Alice Cruz – Portugal[52]
  - seit 2023 Beatriz Miranda Galarza – Ecuador
- seit 2005 UN-Sonderberichterstatter betreffend Minderheiten
  - 2005–2011 Gay McDougall – USA
  - 2011–2017 Rita Izsák-Ndiaye – Ungarn
  - 2017–2023 Fernand de Varennes – Kanada[53]
  - seit 2023 Nicolas Levrat – Schweiz
- seit 2015 UN-Sonderberichterstatter zum Recht auf Privatsphäre
  - 2015–2021 Joseph A. Cannataci – Malta
  - seit 2021 Ana Brian Nougrères – Uruguay

## Sonderberichterstatter zu Ländern
(Stand: Juli 2024)
- seit 2021 UN-Sonderberichterstatter für Afghanistan, von 1984 bis 2003 bestand bereits ein entsprechendes Mandat, von 2003 bis 2005 war ein unabhängiger Experte beauftragt
  - 1984 bis 1995 Felix Ermacora – Österreich
  - 1995 bis 1998 Choong-Hyun Paik – Südkorea
  - 1998 bis 2003 Kamal Hossain – Bangladesch
  - 2003 bis 2005 Mahmoud Cherif Bassiouni (unabhängiger Experte) – Ägypten
  - seit 2022 Richard Bennett – Neuseeland[55]
- seit 2012 UN-Sonderberichterstatter für Belarus
  - 2012–2018 Miklós Haraszti – Ungarn[56]
  - 2018–2024 Anaïs Marin – Frankreich[57]
  - seit 2024 Nils Muižnieks – Lettland
- seit 2021 UN-Sonderberichterstatter für Burundi,[58] von 1995 bis 2011 bestand bereits einmal ein entsprechendes Mandat
  - 1995–1999 Paulo Sérgio Pinheiro – Brasilien
  - 1999–2004 Marie-Thérèse Keita-Bocoum – Elfenbeinküste
  - 2004–2010 Akich Okola – Kenia – Unabhängiger Experte
  - 2010–2011 Fatsah Ouguergouz – Algerien – Unabhängiger Experte
  - seit 2021 Fortuné Gaetan Zongo – Burkina Faso[59]
- seit 1993 UN-Sonderberichterstatter für Kambodscha
  - 1993–1996 Michael Kirby – Australien
  - 1996–2000 Thomas Hammarberg – Schweden
  - 2000–2005 Peter Leuprecht – Österreich
  - 2005–2008 Yash Ghai – Kenia
  - 2008–2015 Surya Prasad Subedi – Nepal
  - 2015–2021 Rhona Smith – Vereinigtes Königreich[60]
  - seit 2021 Vitit Muntarbhorn – Thailand[61]
- seit 2004 UN-Sonderberichterstatter für Nordkorea
  - 2004–2010 Vitit Muntarbhorn – Thailand
  - 2010–2016 Marzuki Darusman – Indonesien
  - 2016–2022 Tomas Ojea Quintana – Argentinien
  - seit 2022 Elizabeth Salmón – Peru[62]
- seit 2012 UN-Sonderberichterstatter für Eritrea
  - 2012–2018 Sheila B. Keetharuth – Mauritius[63]
  - 2018–2020 Daniela Kravetz – Chile
  - seit 2022 Mohamed Abdelsalam Babiker – Sudan[64]
- seit 2011 UN-Sonderberichterstatter für den Iran
  - 2011–2016 Ahmed Shaheed – Malediven
  - 2016–2018 Asma Jilani Jahangir – Pakistan[65]
  - 2018–2024 Javaid Rehman – Pakistan
  - seit 2024 Mai Sato – Japan[66]
- seit 1992 UN-Sonderberichterstatter für Myanmar
  - 1992–1996 Yozo Yokota – Japan
  - 1996–2000 Rajsoomer Lallah – Mauritius
  - 2000–2008 Paulo Sérgio Pinheiro – Brasilien
  - 2008–2014 Tomás Ojea Quintana – Argentinien
  - 2014–2020 Yanghee Lee – Südkorea
  - seit 2020 Thomas Andrews – USA[67]
- seit 1993 UN-Sonderberichterstatter für Palästina (die von Israel seit 1967 besetzten Gebiete)[68]
  - 1993–1995 René Felber – Schweiz
  - 1995–1999 Hannu Halinen – Finnland
  - 1999–2001 Giorgio Giacomelli – Italien
  - 2001–2008 John Dugard – Südafrika
  - 2008–2014 Richard A. Falk – USA
  - 2014–2016 Makarim Wibisono – Indonesien
  - 2016–2022 Michael Lynk – Kanada
  - seit 2022 Francesca Albanese – Italien
- seit 2022 UN-Sonderberichterstatter zu Russland
  - seit 2023 Mariana Katzarova – Bulgarien[69]
- seit 2011 UN-Sonderberichterstatter für Syrien
  - seit 2011 Paulo Sérgio Pinheiro – Brasilien (beginnt, sobald das Mandat der Unabhängigen internationalen Untersuchungskommission zu Syrien endet)[70]

## Unabhängige Experten zu thematischen Aufgaben
(Stand: Juli 2024)
- seit 2015 UN-Sachverständige für Albinismus
  - 2015–2021 Ikponwosa Ero – Nigeria
  - seit 2021 Muluka-Anne Miti-Drummond – Sambia
- seit 2000 UN-Sachverständiger für die Auswirkungen der Auslandsverschuldung
  - 2000–2002 Fantu Cheru – USA/Äthiopien
  - 2002–2008 Bernards Andrew Nyamwaya Mudho – Kenia
  - 2008–2014 Cephas Lumina – Sambia
  - 2014–2020 Juan Pablo Bohoslavsky – Argentinien
  - 2020–2021 Yuefen Li – China
  - seit 2021 Attiya Waris – Kenia
- seit 2011 UN-Sachverständiger für die Förderung einer demokratischen und gerechten internationalen Ordnung
  - 2012–2018 Alfred-Maurice de Zayas – USA
  - 2018–2024 Livingstone Sewanyana – Uganda
  - seit 2024 George Katrougalos – Griechenland[71]
- seit 2005 UN-Sachverständiger für Menschenrechte und internationale Solidarität
  - 2005–2011 Rudi Muhammad Rizki – Indonesien
  - 2011–2017 Virginia Dandan – Philippinen
  - 2017–2023 Obiora C. Okafor – Nigeria
  - seit 2023 Cecilia M. Bailliet – Argentinien[72]
- seit 2013 UN-Sachverständiger für die Wahrnehmung aller Menschenrechte durch ältere Menschen
  - 2014–2020 Rosa Kornfeld-Matte – Chile
  - seit 2020 Claudia Mahler – Österreich
- seit 2016 UN-Sachverständiger zum Schutz vor Gewalt und Diskriminierung aufgrund der sexuellen Orientierung und Geschlechtsidentität
  - 2016–2017 Vitit Muntarbhorn – Thailand
  - 2017–2023 Victor Madrigal-Borloz – Costa Rica
  - seit 2023 Graeme Reid – Südafrika[73]

## Unabhängige Experten zu Ländern
(Stand: Juli 2024)
- seit 2013 UN-Sachverständiger zur zentralafrikanischen Republik
  - 2014–2019 Marie-Thérèse Keita Bocoum – Côte d'Ivoire
  - seit 2019 Yao Agbetse – Togo
- seit 2013 UN-Sachverständiger zu Mali
  - 2013–2018 Suliman Baldo – Sudan
  - 2018–2024 Alioune Tine – Senegal
  - seit 2024 Eduardo González – Peru
- seit 1993 UN-Sachverständiger zu Somalia
  - 1993–1994 Fanuel Jariretundu Kozonguizi – Namibia
  - 1995–1996 Mohamed Charfi – Tunesien
  - 1997–2000 Mona Rishmawi – Palästina
  - 2001–2008 Ghanim Alnajjar – Kuwait
  - 2008–2014 Shamsul Bari – Bangladesch
  - 2014–2020 Bahame Nyanduga – Tansania
  - seit 2020 Isha Dyfan – Sierra Leone

## Arbeitsgruppen
- seit 2002 UN-Arbeitsgruppe für Menschen aus Afrika
- seit 1991 UN-Arbeitsgruppe gegen willkürliche Inhaftierungen
- seit 2014 UN-Arbeitsgruppe zu Wirtschaftsunternehmen
- seit 1980 UN-Arbeitsgruppe gegen gewaltsames und unfreiwilliges Verschwindenlassen
- seit 2005 UN-Arbeitsgruppe betreffend Einsatz von Söldnern
- seit 2010 UN-Arbeitsgruppe zur Diskriminierung von Frauen und Mädchen

## Abgeschlossene Mandate
- von 1991 bis 2004 UN-Sonderberichterstatter für den Irak
  - 1991–1999 Max van der Stoel – Niederlande
  - 1999–2004 Andreas Mavrommatis – Zypern
- 2011 bis 2014 UN-Sonderberichterstatter für die Elfenbeinküste
  - 2011–2014 Doudou Diène – Senegal